# ييغور بوتابوف
ييغور بوتابوف (بالروسية: Потапов, Егор Николаевич)‏ هو لاعب كرة قدم روسي في مركز الدفاع، ولد في 21 سبتمبر 1993 في سانت بطرسبرغ في روسيا. لعب مع نادي دوردوي بيشكك ونادي سلافيا-موزير.

## وصلات خارجية
- ييغور بوتابوف على موقع قاعدة بيانات كرة القدم.إي يو (الإنجليزية)
- ييغور بوتابوف على موقع Soccerway.com (الإنجليزية)